# Hans Versteegt
Johannes „Hans“ Versteegt (* 26. März 1928 in Zwijndrecht, Südholland; † 22. Oktober 2011) war ein niederländischer Orgelbauer und Gründer des Unternehmens Johannus Orgelbouw. Er gilt in den Niederlanden als „Vater“ der elektronischen Orgel.

## Leben und Wirken
Versteegt war der Sohn eines Pfarrers und schon als Kind in der Kirche seiner Heimatgemeinde Loosdrecht in Nordholland oft an der Orgel zu finden, die ihn faszinierte. Noch während der Besatzungszeit wurde er gebeten, als Organist in der Kirche von Nieuw-Loosdrecht zu spielen, nachdem sein Vater von den Deutschen in ein Konzentrationslager verschleppt worden war. Nach dem Krieg, den sein Vater nur kurz überlebte, ging die Familie Versteegt nach Rotterdam. In den späteren 1940er Jahren war Versteegt in der Schifffahrt tätig, als Maschinist in der Rheinschifffahrt. Im Nachruf des Reformatorisch Dagblad heißt es – entgegen der Biografie auf der Webseite seines Sohnes –, er sei als Kapitän von Schleppdampfern in amerikanischen Häfen erstmals in Kontakt mit elektronischen Orgeln gekommen. Aufgrund seines technischen Geschicks, so heißt es dort weiter, sei er öfter zu Reparaturen herangezogen worden, wodurch er sich autodidaktisch die Grundlagen des Baus der Instrumente angeeignet habe. Erste Experimente für den Bau eigener Orgeln habe er an Bord seines Schiffes durchgeführt. 
Die Orgel und Elektronik jedenfalls faszinierten den jungen Mann, und schon zu dieser Zeit wollte er beides vereinen. 1952 gab er seine Arbeit auf dem Schiff auf, heiratete und nahm zunächst eine Stelle als Hausmeister an. Mit seinen Orgelbauplänen wandte er sich in den folgenden Jahren erfolglos an verschiedene Unternehmen. Erst bei Vreeken in Bodegraven hatte er 1959 Erfolg; der Seniorchef glaubte an die Pläne des neuen Mitarbeiters als Konstrukteur. Noch Ende 1959 präsentierte Vreeken mit Versteegts Eminent 60-Heimorgel die erste in den Niederlanden gefertigte elektronische Orgel, die ab 1960 mit 500 Stück für einen Preis von fast 4.000 Gulden in Serienproduktion ging. Der Rundfunk-Organist Pierre Palla wurde in der Zeitung Trouw mit der Einschätzung zitiert: „Verglichen mit der Hammond-Orgel ist diese eine Verbesserung; sie besitzt viel mehr Möglichkeiten, die Klangfarben zu variieren.“ Der Erfinder selbst riet jedoch anfangs noch davon ab, sie als Ersatz für eine Pfeifenorgel in Kirchen einzusetzen.
Um seine Instrumente zu verfeinern, kündigte er 1965 die Zusammenarbeit mit Vreeken auf und produzierte in der Folge in Harderwijk Ri-Ha-Orgeln. Auch diese wurden ein Erfolg; bis zu 20 Stück pro Tag wurden gebaut. Kurzzeitig ging er nach Südafrika, um dort für Ri-Ha zu produzieren. Doch noch in den 1960er Jahren ging er nach Italien, wo er für verschiedene Hersteller wie Viscount arbeitete. In der ganzen Zeit arbeitete er daran, eine elektronische Orgel zu entwickeln, die für Konzerte klassischer Werke geeignet war. Dafür wurde das Unternehmen Electronium in Ede gegründet. 
1971 präsentierte Versteegt auf der Messe Firato in Amsterdam die Johannusorgel, mit der er seinen Traum erfüllt sah: „Ich nannte sie Johannusorgel als Verbeugung vor meinem Taufnamen Johannes“, sagte er später in einem Interview, „denn dies war eine Orgel, die man siezen musste.“ In Veenendaal ging die Johannus-Orgel in Serienproduktion. Verschiedene Kirchen in den Niederlanden installierten in den Folgejahren Johannus-Orgeln; in Dinxperlo wurde die Kirchenorgel vom Typ H-III im Jahre 1976 von dem Organisten Feike Asma eingespielt, einem guten Freund Versteegts, der ihm bei seinen Konstruktionen beratend zur Seite gestanden hatte. 1984 installierte Versteegt selbst eine seiner Orgeln in Dallas, Texas.
1985 verkaufte Hans Versteegt sein Unternehmen Johannus Orgelbouw, das noch heute besteht und elektronische Kirchenorgeln in alle Welt liefert. Versteegt verlegte sich auf das Makeln von Booten und Immobilien, blieb dem Instrumentenbau jedoch als Ratgeber erhalten.

## Johannus Orgeln (Auswahl)
- St. Brictius (Hürth)
- Herz-Jesu-Kirche (Bocholt)[5]
- St. Mariä Himmelfahrt (Königslutter)
- St. Peter (Siegertsbrunn) (Limitierte Sonderserie Sweelinck 35 Avantgarde 35/50)
- St. Wiperti (Quedlinburg)